# 徐友剛
徐 友剛（漢音読み：じょ ゆうごう、簡体字：徐友刚、Xu Yougang、1996年2月9日 - ）は、中華人民共和国・安徽省巣湖市出身のサッカー選手。中国・スーパーリーグの上海申花所属。ポジションはディフェンダー。

## 経歴

### クラブ

#### 上海申花
2015年、上海申花のトップチームに昇格。同年1月にスペインのCFクラックスへレンタル移籍。同年7月に上海申花に戻った。
2015年10月25日、中国スーパーリーグの遼寧宏運戦でデビュー、69分に張璐と交代した。 2016年2月25日に、青島黄海へレンタル移籍。 2017シーズンも青島黄海へのレンタル移籍を延長した。
2017年12月、2018シーズンは上海申花へ復帰することを発表。 2018年4月13日、ホームでの広州恒大戦2-2の引き分けの試合で、上海申花での初ゴールを決めた。